# Medveverem
A medveverem vagy  medveárok a berni medvepark része, ahol barna medvéket tartanak. Közvetlenül az óvárossal szemben fekszik az Aare túlpartján a Nydegg hídnál. A medveverem Bern legismertebb és legrégebbi nevezetességei közé tartozik. Szerepel a nemzeti jelentőségű Kultúrkincsek Szövetségi Leltárjában és a legmagasabb kategóriájú kantonális védelem alatt is áll. A medve Bern városnak és Bern kantonnak egyaránt címerállata.

## A medvék

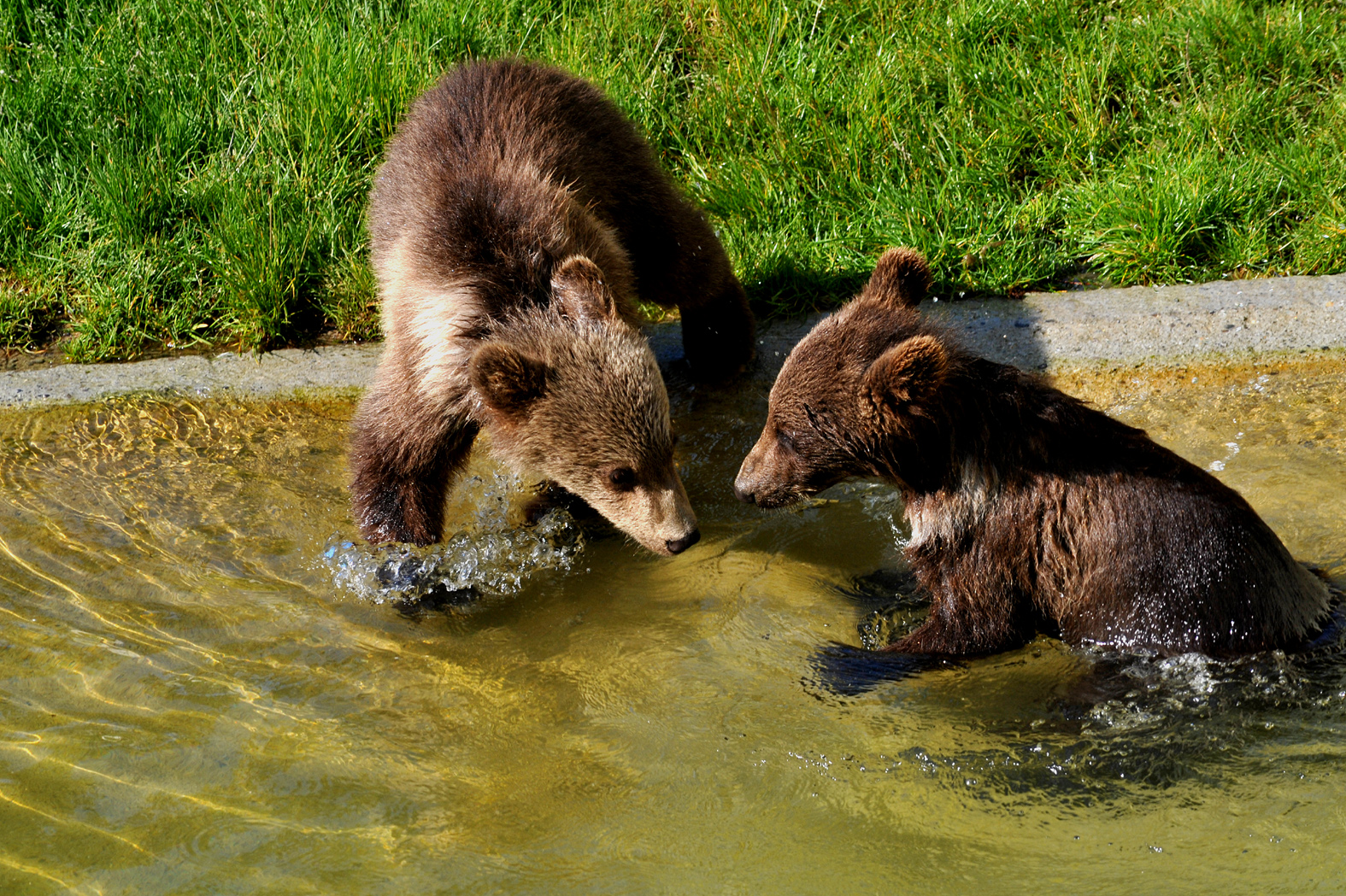
Berna és Ursina bocsok

Miután Pedro medvét 2009. április 30-án el kellett altatni, a medveárok fél évig üresen állt, majd 2009 októberében két új medve, Björk és Finn költöztek a létesítménybe. Björk két hónappal később, decemberben már két kis bocsnak adott életet a medvetelep egyik barlangjában. Ők előzetesen a Berna és Urs neveket kapták, bár a nemüket még nem lehetett megállapítani. Finnt, az apamedvét külön kifutóba helyezték, hogy ne bánthassa a kicsinyeket. További három hónap elteltével, 2010 február végén Björk előbújt kicsinyeivel. 2010 október végén kiderült, hogy mindkét bocs nőnemű, ezért Urs mégis inkább az Ursina nevet kapta.
A két másik Bernben élő medvét, név szerint Misa és Masa, Medvegyev orosz elnök és felesége hozták ajándékba a városnak 2009. szeptember 22-én egy svájci látogatásuk alkalmával. Misa és Masa nem a medveárokban, hanem a helybeli Dählhölzli Állatkertben élnek.

## Történet

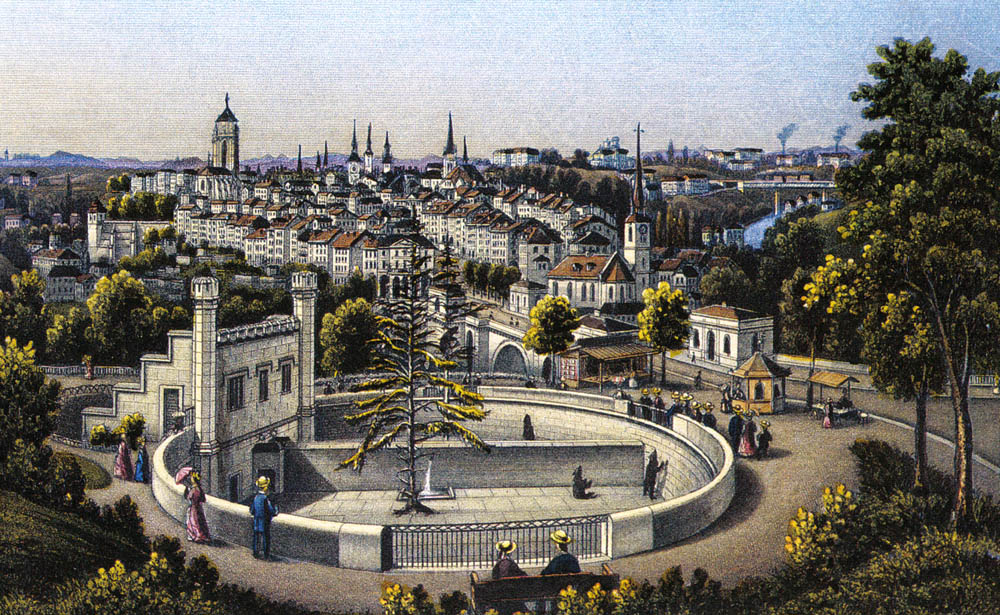
A medveverem és Bern óvárosa 1880 körül

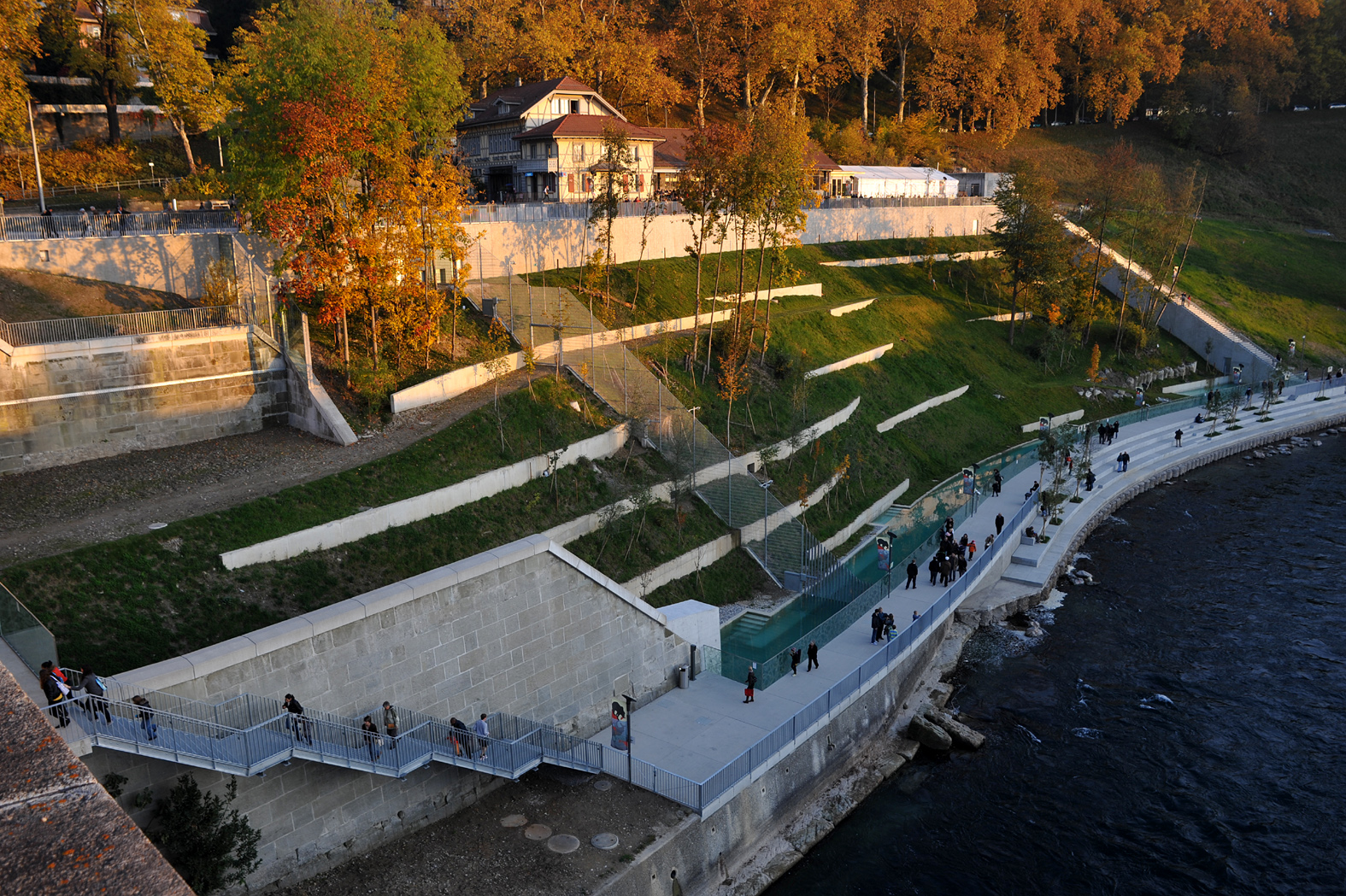
A mai medvepark

Az első biztos írott forrás berni medveveremről 1441-ből származik, amely szerint akkor a Käfigturmnál tartották a nagy testű emlősöket. A mai medvelétesítmény a negyedik a sorban. 1857-ben nyitották meg majd 1925-ben toldották meg egy kisebb veremmel a fiatal állatok nevelése végett. Az ólakat az 1970-es években renoválták.
Ez a medveverem mindig központi téma volt az állatvédők számára, mivel a tartás nem a fajnak megfelelő módon történt. Az utóbbi években az állattartás minősége határozottan javult. A medvék számát csökkentették a vermet pedig megnövelték és mászólehetőségekkel bővítették.

### Medveveremből Medvepark
A város vezetése 2004-ben döntött a történelmi medveárok átépítésének és kibővítésének a finanszírozásáról. Az állatok számára nagy kifutót alakítottak ki, alvóbarlangokat és a fajnak megfelelő etetőket készítettek, a medveárok melletti folyópartot parkosították. A terület 2009 októberére gyökeresen átalakult. A medvéket kiengedték a veremből, hogy a több, mint 6000 négyzetméteres területen szabadon mozoghassanak. Az eredeti tervektől eltérően az 1856-tól a jelenlegi helyén lévő nagyvermet összekötötték a parkkal egy alagúton keresztül, így a nagyverem is megmarad a macik számára. A kisverem most nem a medvék területe, hanem bárki által látogatható. Az új létesítményt 2009. október 22-én avatták fel hivatalosan és október 25-e óta áll a nyilvánosság rendelkezésére. Üzemeltetését a Dählhölzli Állatkert végzi.

## Filmográfia
Az 1969-ben készült „Őfelsége titkosszolgálatában” című James-Bond-mozifilmben rövid ideig mutatják a berni medvevermet a cselekmény térbeli elhelyezése végett.

## Galéria

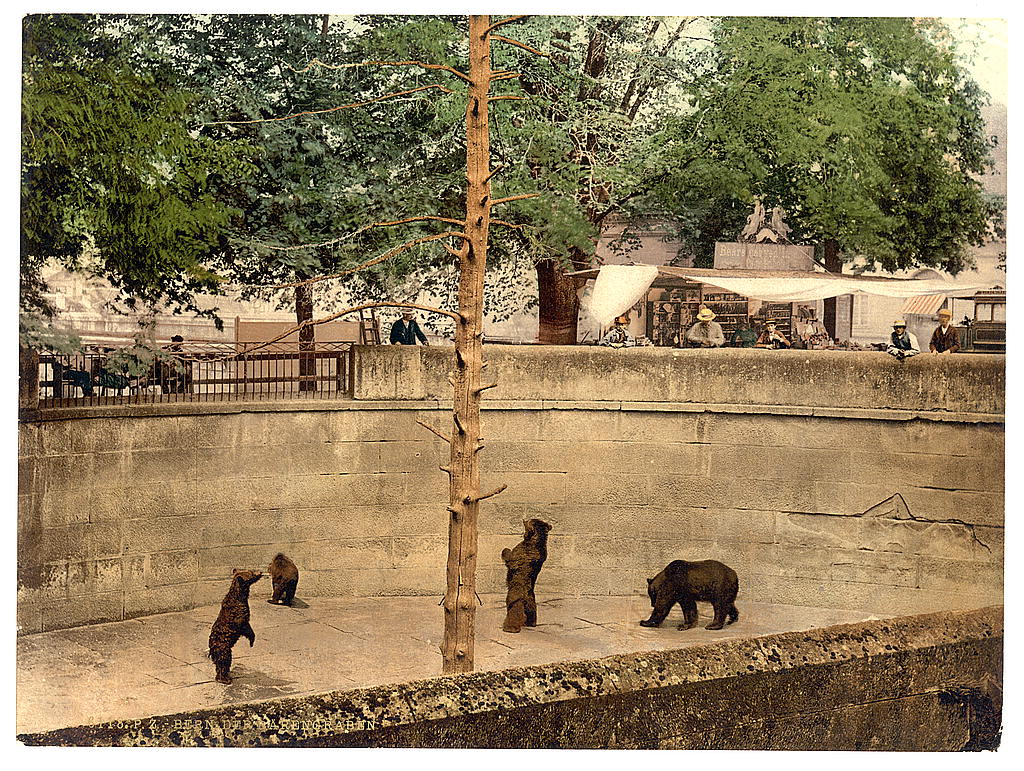
A medveverem 1900 körül
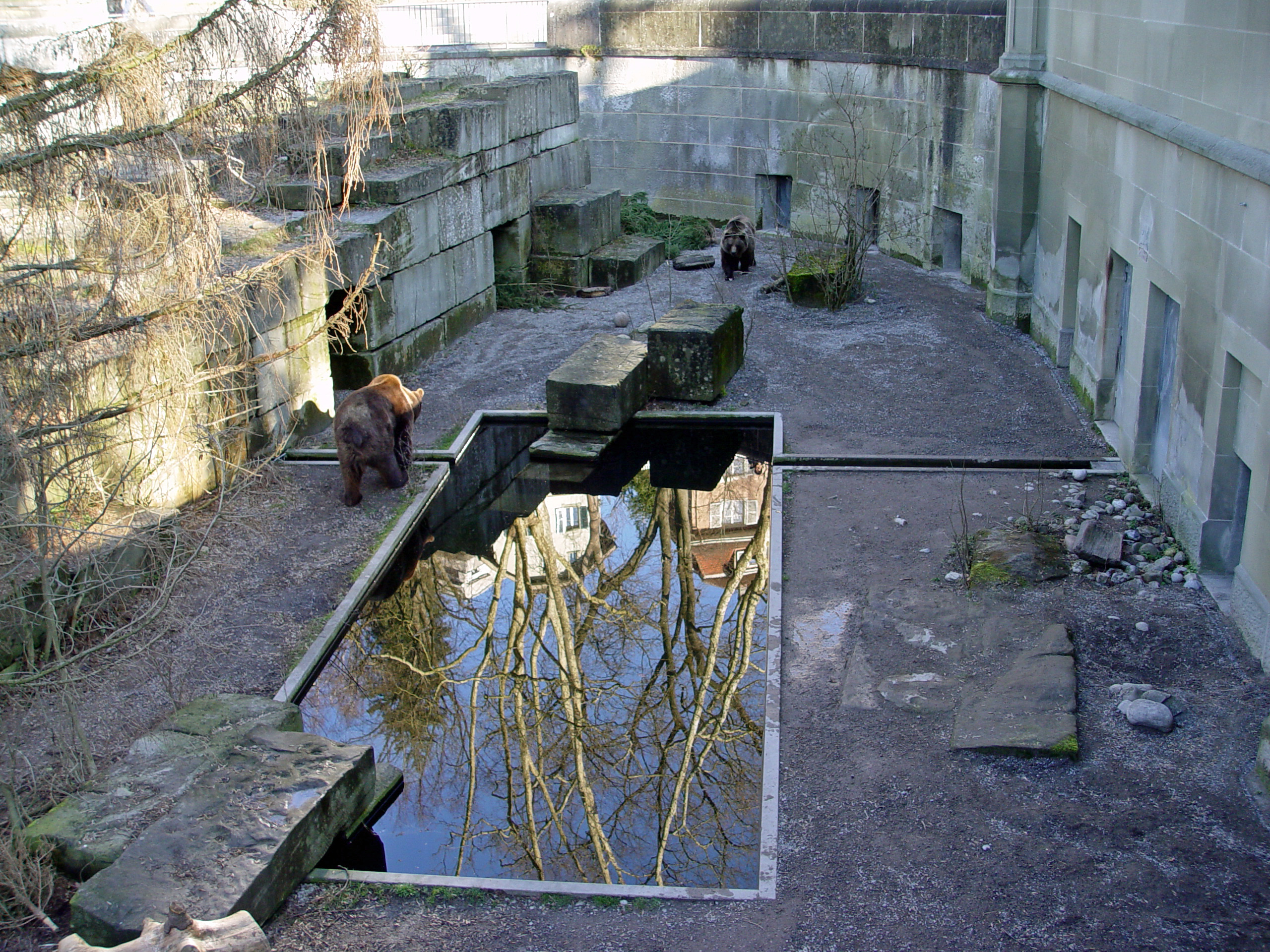
Medveverem 2007 márciusában
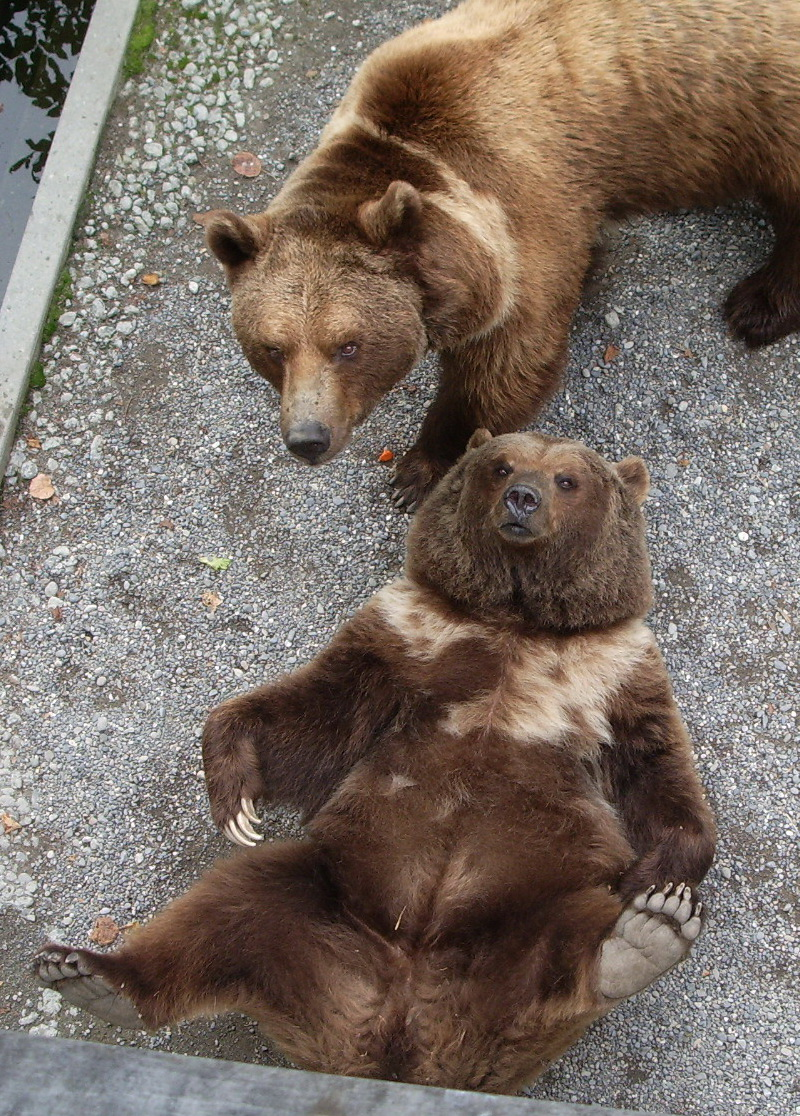
Tana és Pedro a medveveremben 2007-ben
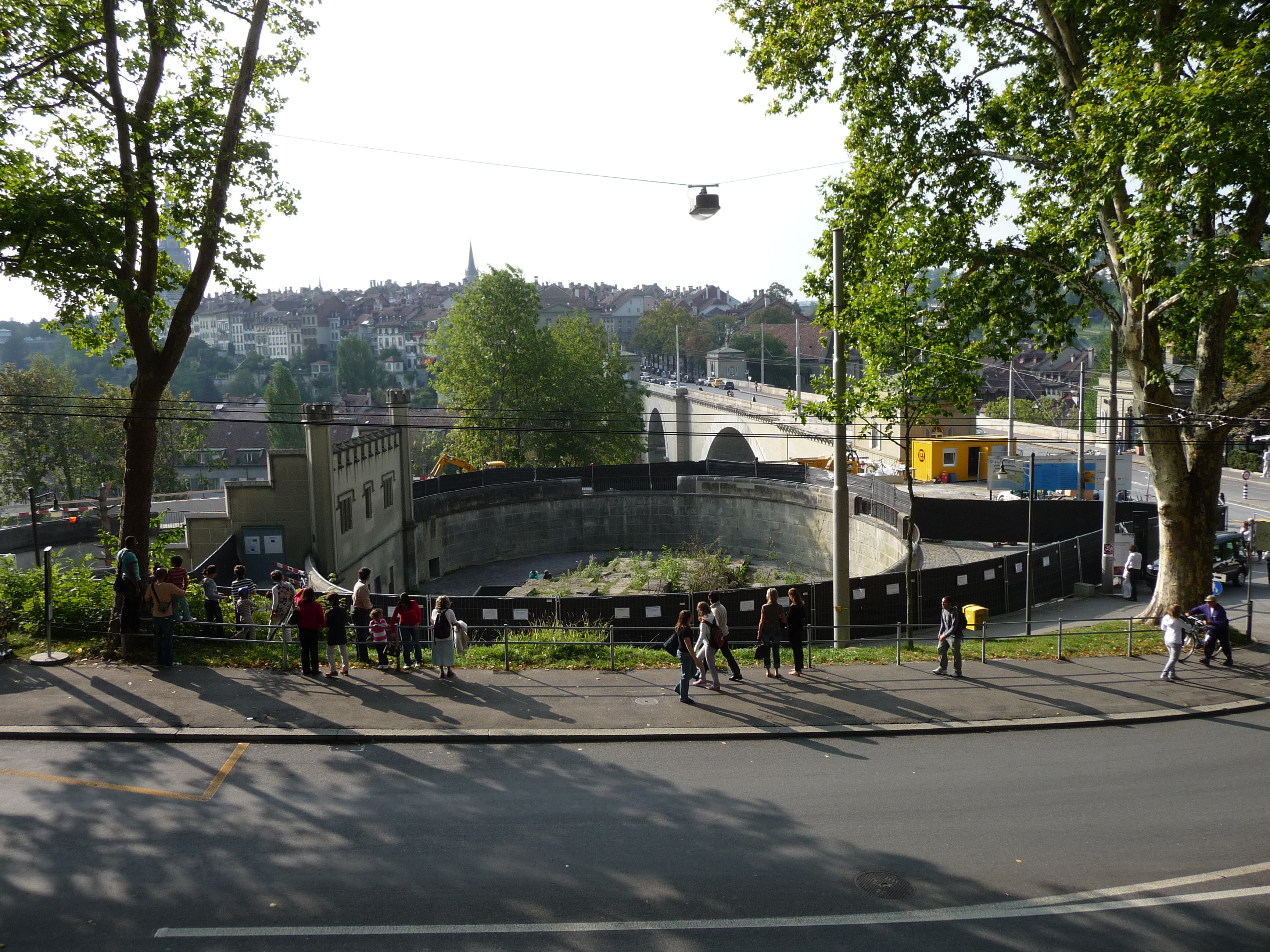
Az üres nagyverem 2009 szeptemberében
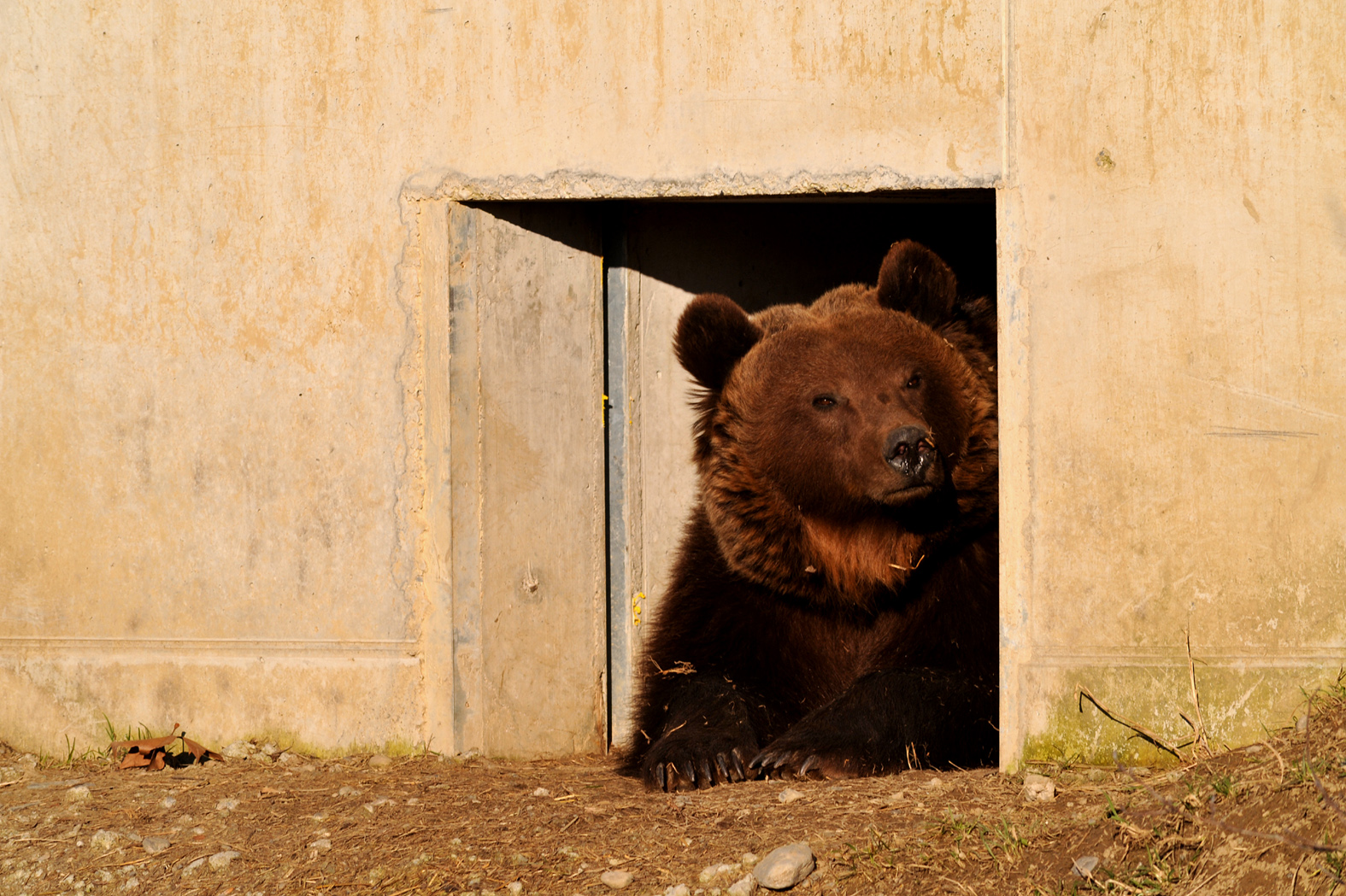
Björk, az anyamedve 2010-ben
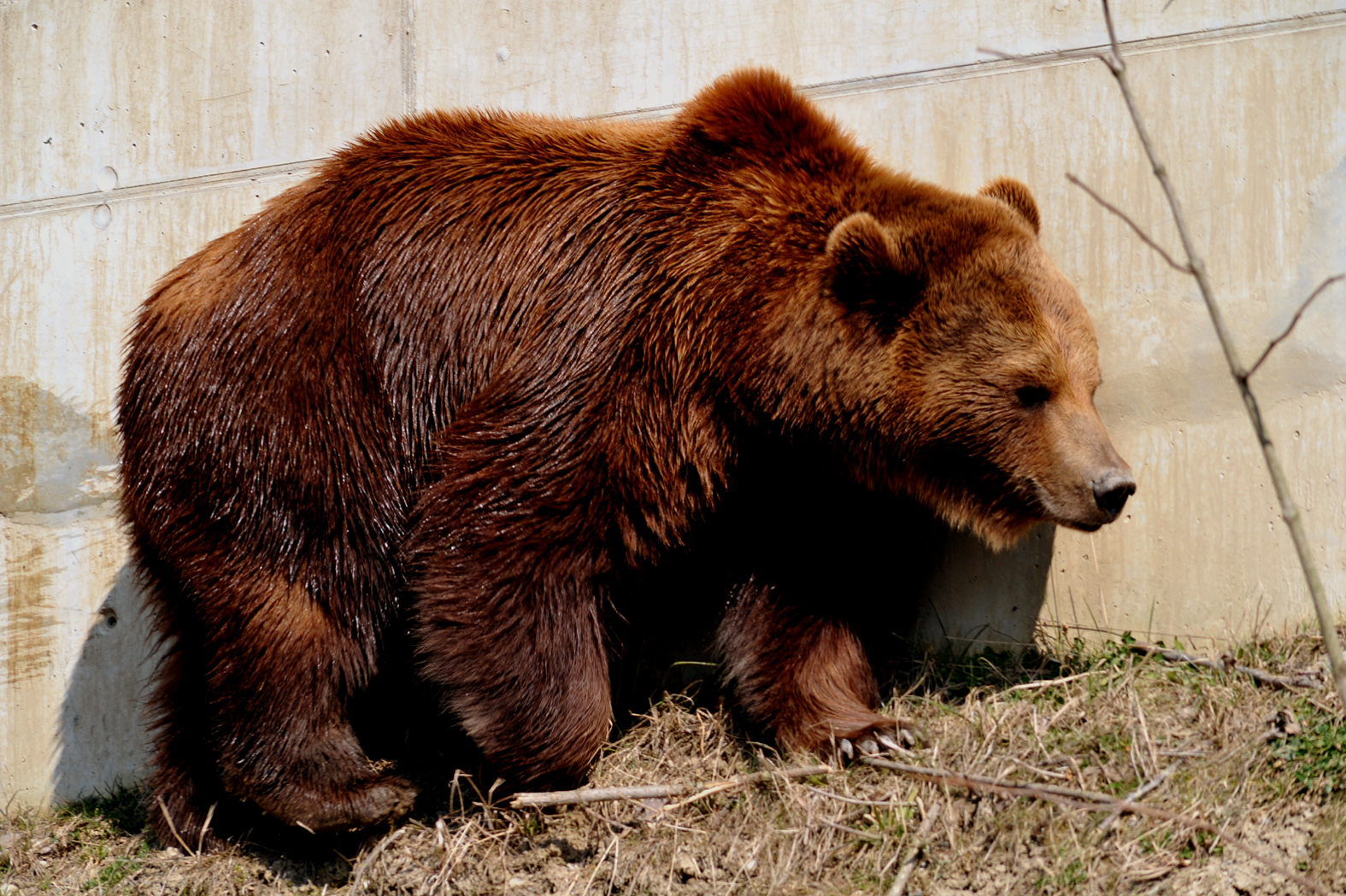
Finn, a medvehím 2010-ben